# L'Homme du monde
Albums de Arthur H
Show Time
(2006) Mystic Rumba
(2010)
L'Homme du monde est un album studio d'Arthur H, sorti en 2008. 
Il contient le tube "Dancing with Madonna" et remporte la Victoire de la musique de l'album pop/rock de l'année. 

## Liste des morceaux
| No  | Titre                                 | Durée |
| --- | ------------------------------------- | ----- |
| 1.  | L'Abondance                           | 3:53  |
| 2.  | Si tu m'aimes                         | 3:58  |
| 3.  | Mon nom est Kevin B.                  | 3:48  |
| 4.  | The Goddess of Love & the Bizness Men | 3:30  |
| 5.  | Dancing with Madonna                  | 4:09  |
| 6.  | Luna Park                             | 3:38  |
| 7.  | Cosmonaute Père & Fils                | 6:17  |
| 8.  | Naissance d'un soleil                 | 4:10  |
| 9.  | The Lady Is Back                      | 5:20  |
| 10. | Radio City Light                      | 4:40  |
| 11. | Adieu Goodbye                         | 4:50  |
| 12. | The Hypno-Techno Gypsie Queen         | 6:43  |

## Contributions
- Nicolas Repac - Guitare
- Patrick Goraguer - Batterie
- Mike Clinton - Basse
- Jean Massicotte et François Lalonde - ingénieur son
- Jean Massicotte - Réalisation, arrangements et mixage au Studio Masterkut à Montréal .